# یکای سنتی طلای چین
یکای سنتی طلای چین (به انگلیسی: Chinese customs gold unit) یکای پول رایج در کشور تایوان است. مسئولیت کنترل این یکای پول برعهدهٔ بانک مرکزی تایوان قرار دارد.